# Podium fumigatum
Podium fumigatum là một loài côn trùng cánh màng trong họ Sphecidae, thuộc chi Podium. Loài này được Perty miêu tả khoa học đầu tiên năm 1833.